# Caroline Criado-Perez

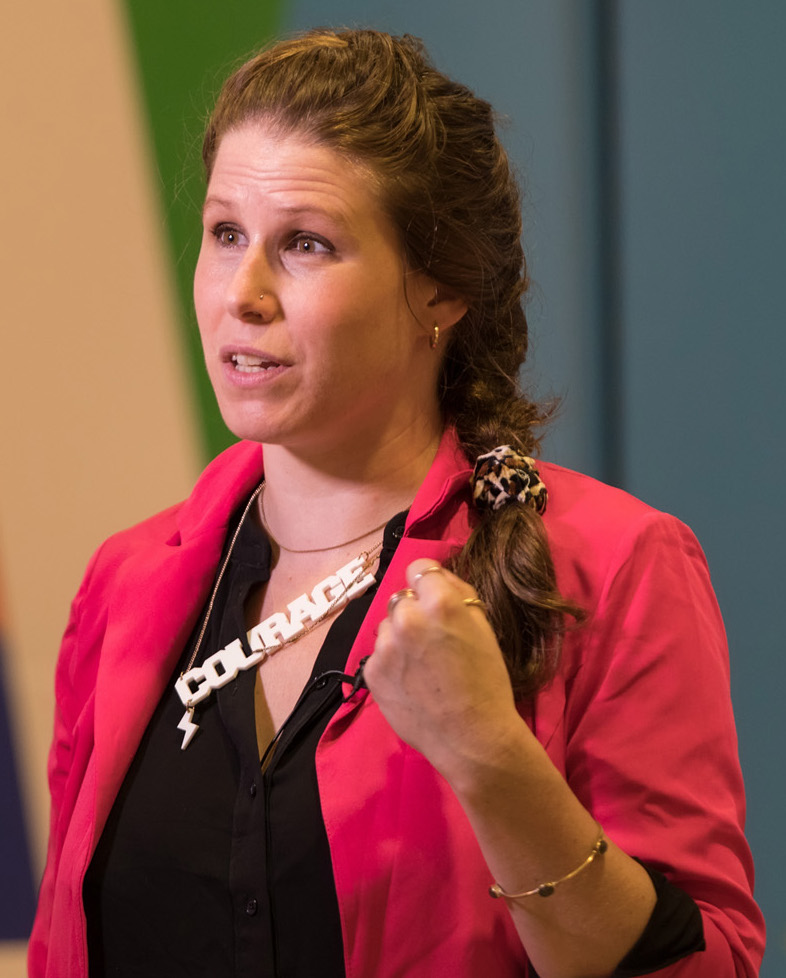
Caroline Criado-Perez 2019 beim Summit 2019 des Open Data Institute. Urheber: Paul Clarke

Caroline Criado-Perez (* Juni 1984 in Brasilien) ist eine britische Journalistin, Autorin, Feministin, Aktivistin, die sich mit Themen der Geschlechtergerechtigkeit befasst. Sie ist Trägerin des britischen Ritterordens OBE. Bekannt wurde sie als Mitbegründerin der Website The Woman’s Room („Das Frauen-Zimmer“). Im Jahr 2013 initiierte sie eine erfolgreiche Kampagne gegen die Bank of England wegen der geplanten Abschaffung von Frauenabbildungen auf Geldscheinen. Dies führte zu anhaltenden Gewaltandrohungen gegen sie in den sozialen Medien.

## Leben und Wirken
Durch die Berufstätigkeit ihres argentinischen Vaters verbrachte Criado-Perez ihre Kindheit in Spanien, Portugal, Taiwan, Großbritannien und den Niederlanden und besuchte ab dem Alter von 11 Jahren eine Public School. Sie verließ mit 18 Jahren die Schule und wollte Opernsängerin werden. Um ihre Ausbildung zu finanzieren, arbeitete sie im Digital Marketing, entschied sich jedoch nach einigen Jahren, diesen Berufswunsch nicht weiterzuverfolgen und lernte abends für ihren A-Level englischer Literatur. Anschließend studierte sie am Keble College der University of Oxford Englisch und englische Literatur und erreichte ihren Abschluss im Alter von 25 Jahren. Beim London Library Student Writing Prize des Jahrgangs 2012 wurde sie mit einem der mit 1.000 Pfund dotierten zweiten Preise („runner-up“) ausgezeichnet. Seitdem arbeitet sie als Redakteurin bei einem Informations- und Networking-Portal der Pharmabranche und strebt einen Master in Gender Studies an der London School of Economics and Political Science an. In ihrem Buch Invisible Women: Exposing Data Bias in a World Designed for Men beschäftigt sie sich mit dem Gender-Data-Gap, und bemängelt Verzerrungen gerade auch wissenschaftlicher Datenerhebungen, deren Wissenslücken die kontinuierliche und systematische Diskriminierung von Frauen bedingen und weiter verschärfen.

## Website „The Woman’s Room“
Im November 2012 war Criado-Perez Mitbegründerin der Website The Woman’s Room, deren Ziel es ist, Vorschläge für weibliche Fachleute zu sammeln und an Journalisten zu vermitteln, um den Anteil von Expertinnen in den Medien zu erhöhen. Anlass war die Tatsache, dass die BBC in ihrem Radio 4-Programm an zwei aufeinander folgenden Tagen zu den Themen Verhütung von Teenagerschwangerschaften und Brustkrebs ausschließlich Männer als Experten eingeladen hatte, was in absurden Fragen gipfelte wie: „Wenn Sie eine Frau wären, würden Sie dann ohne zu zögern an einem Screeningprogramm teilnehmen?“

## Kampagne gegen die Bank of England
In einer weiteren Kampagne rief sie 2013 die Bank of England auf, die Entscheidung, ab April 2016 nur mehr Männer auf den Rückseiten der Banknoten abzubilden, rückgängig zu machen und historisch bedeutsame Frauen nicht zu entfernen. Vorausgegangen war der Wechsel von Elizabeth Fry zu Winston Churchill auf dem Fünf-Pfund-Schein. Nachdem dieser Aufruf 35.000 Unterstützer gefunden hatte, kündigte Mark Carney – von Juli 2013 bis März 2020 Präsident der Bank of England – an, die 10-Pfund-Note mit der Abbildung von Jane Austen gestalten zu lassen. Sie wurde am 200. Todestag in Umlauf gebracht.

## Gewaltandrohungen auf Online-Medien
Die erfolgreiche Kampagne gegen die Abschaffung von Frauenabbildungen auf Banknoten führte zu zahlreichen Drohungen gegen Criado-Perez auf Online-Medien wie Twitter bis hin zu Ankündigungen von Vergewaltigung. Ein 21-jähriger Mann wurde festgenommen, zwei Tage später wurde ein weiterer Mann festgenommen. Weil Twitter dies nicht rechtzeitig unterbunden habe und über 12 Stunden lang derartige Postings möglich waren, wurde zum Boykott des Mikroblogging-Dienstes aufgerufen, bis eine Möglichkeit zum Melden eines solchen Missbrauchs für alle Betriebssysteme und Plattformen eingerichtet sei. Eine entsprechende Online-Petition fand innerhalb eines Tages 15.000 Unterstützer. Der britische Twitter-Chef Tony Wang kündigte daraufhin an, man prüfe die Einführung eines Buttons, um solchen Missbrauch zu melden. Auch in der weiteren Folge wurden Todes- und Gewaltdrohungen ausgesprochen sowie Bombenanschläge angekündigt, unter anderem gegen das Parlamentsmitglied Stella Creasy und die Journalistinnen India Knight und Laurie Penny.
Im Januar 2014 wurden ein Mann und eine Frau, die über Twitter Drohungen gegen Criado-Perez ausgesprochen hatten, zu mehrwöchigen Haftstrafen sowie zu jeweils 800 Pfund Schadenersatz verurteilt.

## Auszeichnungen
- 2012: London Library Student Writing Prize („runner-up“)[2]
- 2015: Britischer Ritterorden der Stufe Officer of the Order of the British Empire für ihre Verdienste beim Eintreten für Gleichberechtigung und Diversität in den Medien[27]
- 2019: Royal Society Science Book Prize für ihr Buch Invisible Women: Exposing Data Bias in a World Designed for Men (Deutsch: Unsichtbare Frauen: Wie eine von Männern gemachte Welt die Hälfte der Bevölkerung ignoriert)[28][29]
- 2019: Business Book of the Year 2019 Award der Financial Times
- 2020: NDR Kultur Sachbuchpreis für Unsichtbare Frauen. Wie eine von Daten beherrschte Welt die Hälfte der Bevölkerung ignoriert
- 2020: Finnischer HÄN-Preis für die Förderung der Gleichstellung[30]
- 2021: Ehrendoktorwürde der Universität von Lincoln[30]

## Schriften
- 2015: Do It Like a Woman. Portobello Books, London, ISBN 978-1-84627-579-1 (englisch).
- 2019: Invisible Women: Exposing Data Bias in a World Designed for Men. London, ISBN 978-1-78470-628-9
  - deutsche Übersetzung: Unsichtbare Frauen: Wie eine von Daten beherrschte Welt die Hälfte der Bevölkerung ignoriert btb, München 2020, aus dem Englischen von Stephanie Singh, ISBN 978-3-442-71887-0.